# Кузьмичев, Лев Александрович
Лев Алекса́ндрович Кузьмичев (16 декабря 1937 — 10 марта 2015) — российский художник, инженер, дизайнер, директор ВНИИТЭ (1987—2003), кандидат искусствоведения по специальности «техническая эстетика». Лауреат Государственной премии России (1997). Член Союза художников и Союза дизайнеров России.